# Робърт Ул
Робърт Ул (на английски: Robert Wuhl) (роден на 9 октомври 1951 г.) е американски актьор, комик и сценарист. Участвал е във филми като „Флашданс“, „Добро утро, Виетнам“, „Бул Дърам“, „Батман“, „Бодигард“ и „Доктор Джекил и мис Хайд“.